# Przywództwo Regionalne syryjskiej partii Baas
Przywództwo Regionalne – najwyższy stały organ kierujący syryjską partią Baas. Po upadku reżimu Baas w grudniu 2024 roku Partia Baas zawiesiła na czas nieokreślony wszelkie swoje działania i przekazała swoje aktywa państwu syryjskiemu, co de facto doprowadziło do rozwiązania partii. W dniu 29 stycznia 2025 roku partia została formalnie rozwiązana przez syryjski rząd opiekuńczy.

## Nazwa i kompetencje
Ideologia baasistowska zakłada istnienie jednego wielkiego narodu arabskiego. Partia Baas posiadała zatem Przywództwo Narodowe, które kierowało strukturami organizacji w całym świecie arabskim, oraz Przywództwa Regionalne, zarządzające strukturami partyjnymi w poszczególnych państwach. W praktyce politycznej syryjskiej partii Baas Przywództwo Narodowe straciło na znaczeniu i jego istnienie ma wymiar wyłącznie symboliczny. Rywalizacja między Przywództwem Narodowym i Regionalnym, z uwagi na różnice poglądów między członkami każdego z ciał, zaistniała już po przejęciu władzy w Syrii przez partię. Przywództwo Regionalne, któremu de facto przewodził Salah Dżadid, reprezentowało bardziej radykalne poglądy niż Przywództwo Narodowe z gen. Aminem al-Hafizem i twórcami partii Salah ad-Dinem al-Bitarem oraz Michelem Aflakiem. W rywalizacji o kontrolę nad organizacją zwycięstwo odniosło Przywództwo Regionalne. 19 grudnia 1965 gen. al-Hafiz, widząc, że traci wpływy w kraju mimo pełnienia urzędu głowy państwa, postanowił rozwiązać Przywództwo Regionalne. Decyzja ta została odwołana po tym, gdy radykałowie na czele z Dżadidem i Hafizem al-Asadem przejęli władzę w kraju drogą drugiego zamachu stanu.

## Kompetencje
Przywództwo Regionalne było najwyższym stałym organem kierującym działaniami syryjskimi partii Baas między jej poszczególnymi kongresami, które odbywały się nieregularnie. Konstytucja Syrii stanowiła, że kandydat na prezydenta Syrii, zanim jego kandydatura zostanie przedstawiona Zgromadzeniu Ludowemu i poddana pod referendum, musiała zostać zaakceptowana przez Przywództwo Regionalne. Przywództwu Regionalnemu podlegała panarabska zbrojna organizacja palestyńska As-Sa’ika. Przy Przywództwie działało również Biuro Bezpieczeństwa Narodowego, które w teorii zajmowało się koordynowaniem działań krajowych agencji wywiadowczych. W praktyce jednak miały one szeroką autonomię.

## Skład

### Sekretarze generalni
- Hammud asz-Szufi (5 września 1963-1 lutego 1964)
- Szibli al-Ajsami (5 lutego 1964-4 października 1964)
- Amin al-Hafiz (4 października 1964-19 grudnia 1965)

Przywództwo Regionalne rozwiązane między 19 grudnia 1965 a 27 marca 1966
- Nur ad-Din al-Atasi (27 marca 1966-13 listopada 1970)
- Hafiz al-Asad (18 listopada 1970-10 czerwca 2000)
- Baszszar al-Asad (24 czerwca 2000-8 grudnia 2024)

### Zastępcy sekretarzy generalnych
- Fahmu al-Aszuri (1 lutego 1964-17 marca 1965)
- Muhammad az-Zubi (17 marca-1 sierpnia 1965)
- Salah Dżadid (1 sierpnia 1965-13 listopada 1970)
- Muhammad Dżabir Badżbudż (18 listopada 1970-7 stycznia 1980)
- Zuhajr Maszarika (7 stycznia 1980-20 stycznia 1985)
- Sulajman Kadda (20 stycznia 1985-9 czerwca 2005)
- Muhammad Sa’id Bichajtan (9 czerwca 2005-8 lipca 2013)
- Hilal Hilal (10 lipca 2013-8 maja 2024)
- Ibrahim al-Hadid (8 maja-11 grudnia 2024)

### Członkowie[6][7]
| Nazwisko                 | Data włączenia    | Data wykluczenia  |
| ------------------------ | ----------------- | ----------------- |
| Hammud asz-Szufi         | 5 września 1963   | 1 lutego 1964     |
| Chalid al-Hakim          | 5 września 1963   | 1 lutego 1964     |
| Nur ad-Din al-Atasi      | 5 września 1963   | 19 grudnia 1965   |
| Nur ad-Din al-Atasi      | 27 marca 1966     | 13 listopada 1970 |
| Mahmud Nawfal            | 5 września 1963   | 1 lutego 1964     |
| Ahmad Abu Salih          | 5 września 1963   | 1 lutego 1964     |
| Hamad Ubajd              | 5 września 1963   | 19 grudnia 1965   |
| Hafiz al-Asad            | 5 września 1963   | 4 kwietnia 1965   |
| Hafiz al-Asad            | 27 marca 1966     | 10 czerwca 2000   |
| Muhammad Rabbah at-Tawil | 5 września 1963   | 19 grudnia 1965   |
| Muhammad Rabbah at-Tawil | 27 marca 1966     | 13 listopada 1970 |
| Amin al-Hafiz            | 1 lutego 1964     | 19 grudnia 1965   |
| Salah Dżadid             | 1 lutego 1964     | 19 grudnia 1965   |
| Salah Dżadid             | 27 marca 1966     | 13 listopada 1970 |
| Szibli al-Ajsami         | 1 lutego 1964     | 17 marca 1965     |
| Muhammad Umran           | 1 lutego 1964     | 4 kwietnia 1965   |
| Abd al-Karim al-Dżundi   | 1 lutego 1964     | 4 kwietnia 1965   |
| Abd al-Karim al-Dżundi   | 1 sierpnia 1965   | 19 grudnia 1965   |
| Abd al-Karim al-Dżundi   | 27 marca 1966     | 2 marca 1969      |
| Fahmi al-Aszuri          | 1 lutego 1964     | 4 kwietnia 1965   |
| Sulajman al-Ali          | 1 lutego 1964     | 4 kwietnia 1965   |
| Muhammad az-Zubi         | 1 lutego 1964     | 19 grudnia 1965   |
| Muhammad az-Zubi         | 27 marca 1966     | wrzesień 1966     |
| Sami al-Dżundi           | 1 lutego 1964     | 4 kwietnia 1965   |
| Dżamil Szijja            | 1 lutego 1964     | 19 grudnia 1965   |
| Dżamil Szijja            | 27 marca 1966     | wrzesień 1966     |
| Jusuf Zu’ajjin           | 1 lutego 1964     | 19 grudnia 1965   |
| Jusuf Zu’ajjin           | 27 marca 1966     | 13 listopada 1970 |
| Mahmud al-Dżajjusz       | 1 lutego 1964     | 4 kwietnia 1965   |
| Al-Walid Talib           | 1 lutego 1964     | 4 kwietnia 1965   |
| Habib Hadad              | 4 kwietnia 1965   | 1 sierpnia 1965   |
| Habib Hadad              | 27 marca 1966     | 13 listopada 1970 |
| Mustafa Rustum           | 1 lutego 1964     | 4 kwietnia 1965   |
| Mustafa Rustum           | 27 marca 1966     | 28 września 1968  |
| Mustafa Rustum           | 31 marca 1969     | 13 listopada 1970 |
| Adisan Szuman            | 4 kwietnia 1965   | 1 sierpnia 1965   |
| Mustafa Talas            | 1 kwietnia 1965   | 19 grudnia 1965   |
| Mustafa Talas            | 28 września 1968  | 9 czerwca 2005    |
| Salim Hatum              | 1 sierpnia 1965   | 19 grudnia 1965   |
| Muhammad Id Aszawi       | 1 sierpnia 1965   | 19 grudnia 1965   |
| Muhammad Id Aszawi       | 27 marca 1966     | 31 marca 1969     |
| Marwan Habasz            | 1 sierpnia 1965   | 19 grudnia 1965   |
| Marwan Habasz            | 27 marca 1966     | 13 listopada 1970 |
| Fajiz al-Dżusim          | 1 sierpnia 1965   | 19 grudnia 1965   |
| Fajiz al-Dżusim          | 27 marca 1966     | 28 września 1968  |
| Hiszam Hajza             | 1 sierpnia 1965   | 19 grudnia 1965   |
| Ahmad Suwajdani          | 27 marca 1966     | luty 1968         |
| Kamal Husajn             | 27 marca 1966     | wrzesień 1966     |
| Ibrahim Machus           | 27 marca 1966     | 13 listopada 1970 |
| Abd al-Hamid al-Mikdad   | wrzesień 1966     | 13 listopada 1970 |
| Haditad Murad            | wrzesień 1966     | 13 listopada 1970 |
| Muhammad Sa'id Talib     | wrzesień 1966     | 13 listopada 1970 |
| Adil Najsa               | 28 września 1968  | 31 marca 1969     |
| Hamid al-Kabbani         | 28 września 1968  | 13 listopada 1970 |
| Ahmad Szajch Kasim       | 31 marca 1969     | 13 listopada 1970 |
| Anis Kandżu              | 31 marca 1969     | 13 listopada 1970 |
| Abd al-Ghanif Ibrahim    | 13 listopada 1970 | 7 stycznia 1980   |
| Nadżi Dżamil             | 13 listopada 1970 | marzec 1978       |
| Abd ar-Rahman Chulajfawi | 13 listopada 1970 | 7 stycznia 1980   |
| Abd al-Halim Chaddam     | 13 listopada 1970 | 9 czerwca 2005    |
| Abd Allah al-Ahmar       | 13 listopada 1970 | 9 czerwca 2005    |
| Muhammad Ali al-Halabi   | 13 listopada 1970 | 7 stycznia 1980   |
| Mahmud al-Ajjubi         | 13 listopada 1970 | 15 kwietnia 1975  |
| Mahmud al-Ajjubi         | 7 stycznia 1980   | 20 stycznia 1985  |
| Muhammad Hajdar          | 13 listopada 1970 | sierpień 1975     |
| Ahmad al-Chatib          | 13 listopada 1970 | 15 kwietnia 1975  |
| Muhammad Talib Hilal     | 13 listopada 1970 | 14 maja 1971      |
| Dawud ar-Raddawi         | 13 listopada 1970 | 14 maja 1971      |
| Fahmi al-Jusufi          | 13 listopada 1970 | 7 stycznia 1980   |
| Abd al-Karim Adil        | 13 listopada 1970 | 15 kwietnia 1975  |
| Muhammad Dżabir Badżbudż | 14 maja 1971      | 7 stycznia 1980   |
| Dżaba al-Kafri           | 14 maja 1971      | 15 kwietnia 1975  |
| Abd Allah al-Ahmad       | 14 maja 1971      | 7 stycznia 1980   |
| Muib Szinan              | 14 maja 1971      | 7 stycznia 1980   |
| Dżurdżi Sandikini        | 14 maja 1971      | 7 stycznia 1980   |
| Adib Milhim              | 14 maja 1971      | 15 kwietnia 1975  |
| Isam an-Naib             | 14 maja 1971      | 15 kwietnia 1975  |
| Taha al-Chajrat          | 14 maja 1971      | 7 stycznia 1980   |
| Zuhajr Maszarika         | 15 kwietnia 1975  | 9 czerwca 2005    |
| Rifat al-Asad            | 15 kwietnia 1975  | 8 lutego 1998     |
| Ahmad Dijab              | 15 kwietnia 1975  | 20 stycznia 1985  |
| Mahmud Hadid             | 15 kwietnia 1975  | 7 stycznia 1980   |
| Jusuf al-Asad            | 15 kwietnia 1975  | 7 stycznia 1980   |
| Ahmad al-Hasan           | 15 kwietnia 1975  | 7 stycznia 1980   |
| Nahib Hasun              | 15 kwietnia 1975  | 7 stycznia 1980   |
| Ahmad Iskandar Ahmad     | 7 stycznia 1980   | 29 grudnia 1983   |
| Hikmat asz-Szihabi       | 7 stycznia 1980   | lipiec 1998       |
| Nasir ad-Din Nasir       | 7 stycznia 1980   | 20 stycznia 1985  |
| Abd al-Karim Kaddura     | 7 stycznia 1980   | 9 czerwca 2005    |
| Walid Hamdun             | 7 stycznia 1980   | 9 czerwca 2005    |
| Taufik Salah             | 7 stycznia 1980   | 21 czerwca 2000   |
| Izz ad-Din Nasir         | 7 stycznia 1980   | 21 czerwca 2000   |
| Mahmud az-Zubi           | 7 stycznia 1980   | 21 czerwca 2000   |
| Sa’id Hammadi            | 7 stycznia 1980   | 21 czerwca 2000   |
| Wahib Tannus             | 7 stycznia 1980   | 21 czerwca 2000   |
| Abd ar-Ra’uf al-Kasm     | 7 stycznia 1980   | 21 czerwca 2000   |
| Ilias al-Lati            | 7 czerwca 1980    | 20 stycznia 1985  |
| Sulajman Kadda           | 7 stycznia 1980   | 9 czerwca 2005    |
| Ahmad Kabalan            | 7 stycznia 1980   | 21 czerwca 2000   |
| Abd ar-Razzak Ajjub      | 20 stycznia 1985  | 21 czerwca 2000   |
| Ahmad Dargham            | 20 stycznia 1985  | 9 czerwca 2005    |
| Fajiz Nasir              | 20 stycznia 1985  | 9 czerwca 2005    |
| Raszid Achtarini         | 20 stycznia 1985  | 21 czerwca 2000   |
| Baszszar al-Asad         | 21 czerwca 2000   | 11 grudnia 2024   |
| Muhammad Mustafa Miru    | 21 czerwca 2000   | 9 czerwca 2005    |
| Muhammad Nadżi al-Utri   | 21 czerwca 2000   | 8 lipca 2013      |
| Faruk asz-Szara          | 21 czerwca 2000   | 8 lipca 2013      |
| Salim Sa’id Jasin        | 21 czerwca 2000   | 8 grudnia 2001    |
| Ibrahim Hanajdi          | 21 czerwca 2000   | 9 czerwca 2005    |
| Faruk Abu Szamat         | 21 czerwca 2000   | 9 czerwca 2005    |
| Ghijab Barakat           | 21 czerwca 2000   | 9 czerwca 2005    |
| Walid al-Buz             | 21 czerwca 2000   | 9 czerwca 2005    |
| Muhammad al-Husajn       | 21 czerwca 2000   | 8 lipca 2013      |
| Madżid Szaddud           | 21 czerwca 2000   | 9 czerwca 2005    |
| Muhammad Sa’id Bichajtan | 21 czerwca 2000   | 8 lipca 2013      |
| Hasan Turkumani          | 9 czerwca 2005    | 18 lipca 2012     |
| Hiszam Ichtijar          | 9 czerwca 2005    | 20 lipca 2012     |
| Usama ibn Hamad Ali      | 9 czerwca 2005    | 8 lipca 2013      |
| Jasir Taufik Hurijja     | 9 czerwca 2005    | 8 lipca 2013      |
| Basam Dżanbijja          | 9 czerwca 2005    | 8 lipca 2013      |
| Sa’id Dawud Ilijja       | 9 czerwca 2005    | 8 lipca 2013      |
| Hajtam Satajhi           | 9 czerwca 2005    | 8 lipca 2013      |
| Szahinaz Fakusz          | 9 czerwca 2005    | 8 lipca 2013      |
| Wa’il al-Halki           | 8 lipca 2013      | 3 lipca 2016      |
| Muhammad Dżihad al-Laham | 8 lipca 2013      | 6 czerwca 2016    |
| Ammar Sati               | 8 lipca 2013      | 22 kwietnia 2017  |
| Imad Chamis              | 8 lipca 2013      | 22 kwietnia 2017  |
| Muhammad Szaban Azzuz    | 8 lipca 2013      | 4 maja 2024       |
| Hilal Hilal              | 8 lipca 2013      | 8 maja 2024       |
| Abd an-Nasir Szafi       | 8 lipca 2013      | 22 kwietnia 2017  |
| Abd al-Muti Maszlab      | 8 lipca 2013      | 22 kwietnia 2017  |
| Fajruz Musa              | 8 lipca 2013      | 22 kwietnia 2017  |
| Rakan asz-Szufi          | 8 lipca 2013      | 22 kwietnia 2017  |
| Jusuf al-Ahmad           | 8 lipca 2013      | 22 kwietnia 2017  |
| Nadżm al-Ahmad           | 8 lipca 2013      | 22 kwietnia 2017  |
| Chalaf al-Miftah         | 8 lipca 2013      | 22 kwietnia 2017  |
| Malik Ali                | 8 lipca 2013      | 22 kwietnia 2017  |
| Husajn Arnus             | 8 lipca 2013      | 11 grudnia 2024   |
| Hadija Khalaf Abbas      | 22 kwietnia 2017  | 13 listopada 2021 |
| Fahd Jassim al-Freij     | 22 kwietnia 2017  | 4 maja 2024       |
| Muhsen Bilal             | 22 kwietnia 2017  | 4 maja 2024       |
| Mahdi Dakhlallah         | 22 kwietnia 2017  | 4 maja 2024       |
| Huda al-Homsi            | 22 kwietnia 2017  | 4 maja 2024       |
| Yasser al-Shoufi         | 22 kwietnia 2017  | 4 maja 2024       |
| Ammar Sibali             | 22 kwietnia 2017  | 4 maja 2024       |
| Hammouda Sabbagh         | 22 kwietnia 2017  | 11 grudnia 2024   |
| Ali Mahmoud Abbas        | 4 maja 2024       | 11 grudnia 2024   |
| Safwan Abu Saada         | 4 maja 2024       | 11 grudnia 2024   |
| Izzat Arabi Katbi        | 4 maja 2024       | 11 grudnia 2024   |
| Mahmoud Zanuboua         | 4 maja 2024       | 11 grudnia 2024   |
| Ibrahim al-Hadid         | 4 maja 2024       | 11 grudnia 2024   |
| Fadel Najjar             | 4 maja 2024       | 11 grudnia 2024   |
| Ayman al-Daqqaq          | 4 maja 2024       | 11 grudnia 2024   |
| Taha Khalifa             | 4 maja 2024       | 11 grudnia 2024   |
| Samir Khadr              | 4 maja 2024       | 11 grudnia 2024   |
| Fadel Warda              | 4 maja 2024       | 11 grudnia 2024   |
| Yasser Shaheen           | 4 maja 2024       | 11 grudnia 2024   |
| Jumana Al-Nouri          | 4 maja 2024       | 11 grudnia 2024   |

### Członkowie Komitetu Nadzoru i Kontroli
| Nazwisko               | Data włączenia | Data wykluczenia |
| ---------------------- | -------------- | ---------------- |
| Abdul Razzaq Al-Jassem | 4 maja 2024    | 11 grudnia 2024  |
| Rama Aziz              | 4 maja 2024    | 11 grudnia 2024  |
| Abdul Ahad Safar       | 4 maja 2024    | 11 grudnia 2024  |
| Thuraya Maslamaniyah   | 4 maja 2024    | 11 grudnia 2024  |
| Mazen Tuffaha          | 4 maja 2024    | 11 grudnia 2024  |

## Charakterystyka składu osobowego Przywództwa Regionalnego
Według badań Nikolaosa van Dama w pierwszych latach po zdobyciu władzy w Syrii przez partię Baas w Przywództwie Regionalnym proporcje między działaczami pochodzącymi z mniejszości wyznaniowych a sunnitami były prawie równe (27 sunnitów i 23 przedstawicieli mniejszości - 10 druzów, 7 alawitów, 5 ismailitów i chrześcijanin).
Podobnie wyglądała sytuacja w latach 1966-1970, gdy przez Przywództwo przewinęło się 33 sunnitów i 31 działaczy pochodzących z mniejszości, w tym piętnastu alawitów. W najwyższym krajowym organie partii Baas nie było żadnego polityka pochodzącego z Damaszku lub Aleppo. Sytuacja ta uległa zmianie po przejęciu władzy przez Hafiza al-Asada w 1970. W ramach tzw. Ruchu Korygującego całkowicie wymieniono skład Przywództwa Regionalnego. W celu przekonania notabli miejskich do rządów partii Baas al-Asad wprowadził do niego działaczy pochodzących z miast, należących do sunnickiej większości. W latach rządów Hafiza al-Asada członkami Przywództwa Regionalnego było 67 sunnitów, 20 alawitów, 7 chrześcijan i 4 druzów. W latach 2000–2011 liczba sunnitów była jeszcze wyższa (127 przy 42 alawitach, 20 druzach, 12 chrześcijanach i 11 ismailitach).